# Тимохович, Иван Васильевич
Иван Васильевич Тимохович (23 мая 1922, Дручаны, Игуменский уезд — 13 мая 1994, Березино, Минская область) — российский военный историк, доктор исторических наук, профессор, заслуженный деятель науки Российской Федерации, член-корреспондент Российской академии естественных наук, генерал-майор авиации.
Труды И. В. Тимоховича по истории оперативного искусства военно-воздушных сил во 2-й Мировой войне считаются классическими и широко цитируются как в российских, так и в зарубежных исследованиях.

## Биография
Родился 23 мая 1922 года в селе Дручаны (ныне — в Белыничском районе Могилёвской области, Белоруссия).
Участник Великой Отечественной войны. Ветеран 2-й воздушной армии. Участник боев на Курской дуге.
Большая часть жизни, преподавательской и научно-исследовательской деятельности связана с Военно-воздушной академией им. Ю. А. Гагарина. Имя И. В. Тимоховича не раз упоминается в официальной истории академии.
В 1950 году окончил Военно-воздушную академию с золотой медалью.
В 1970 году защитил диссертацию на соискание ученой степени доктора исторических наук на тему «Развитие оперативного искусства Военно-воздушных сил в Великой Отечественной войне».
С 1974 года — старший преподаватель Военной академии Генерального штаба Вооружённых сил СССР имени К. Е. Ворошилова.
В 1976 году присвоено звание генерал-майор авиации.
С 1990 года — ведущий научный сотрудник Института военной истории Министерства обороны СССР/Российской Федерации. Вклад И. В. Тимоховича в развитие военной истории отмечен в статье начальника Института военной истории, посвящённой 40-летию института.
В статье Военно-исторического журнала, посвящённой 175-летию со дня образования Военной академии Генерального штаба Вооруженных Сил РФ, И. В. Тимохович отнесен к ученым, имена которых «по праву вписаны золотыми буквами в историю военной науки».
Скоропостижно скончался 13 мая 1994 года, находясь в командировке в Беларуси на презентации свой книги «Битва за Белоруссию: 1941—1944». Похоронен на своей малой родине, в селе Маческ Могилевской области, Республика Беларусь.

## Сочинения
Книги
- Тимохович И. В. [militera.lib.ru/h/timohovich/index.html Советская авиация в битве под Курском]. — М.: Воениздат, 1959. — 120 с.
- Тимохович И. В. Развитие оперативного искусства Военно-воздушных сил в Великой Отечественной войне: дис. … докт. ист. наук. — Монино: ВВА, 1970.
- Тимохович И. В. [militera.lib.ru/science/timohovich/index.html Оперативное искусство советских ВВС в Великой Отечественной войне]. — М.: Воениздат, 1976. — 343 с. — 18 000 экз.
  - Пер. книги на англ.: I. V Timokhovich «The operational art of the Soviet Air Force during the Great Patriotic War». Translation Division, Foreign Technology Division, 1977, 665 pages. ASIN: B00072K63C.
- Тимохович И. В. В небе войны, 1941—1945. — 2-е изд., перераб. и доп. — М.: Воениздат, 1986. — 332 с. — 30 000 экз.
- Тимохович И. В. Битва за Белоруссию: 1941—1944. — Минск: Беларусь, 1994. — 254 с.
- Ларионов В., Тимохович И. Битва за Берлин. — М: Прогресс, 1987. — (на арабском яз.)
- Y. Larionov, N. Yeronin, B. Solovyov, V. Timokhovich. World War II Decisive Battles of the Soviet Army. — Moscow: Progress, 1984. — ISBN 978-0-8285-2955-6

Статьи
- Тимохович И., Ольштынский Л. Взаимодействие ВВС с авиацией ВМФ по опыту третьего периода войны // Военно-исторический журнал. — 1978. — № 3.
- Тимохович И. Взаимодействие авиации с сухопутными войсками во фронтовой наступательной операции // Военно-исторический журнал. 1977. — № 7.
  - Пер. статьи на англ.: Air Force Support of Ground Forces Based on Wartime Experience. Translations on the USSR Military Affairs. No. 1299, JPRS, 1977, pp. 38-43.
- Тимохович И. Советские ВВС в обороне и контрнаступлении под Курском // Военно-исторический журнал. — 1973. — № 7.
- Тимохович И. Авиационная поддержка и прикрытие танковых армий по опыту наступательных операций // Военно-исторический журнал. — 1974. — № 5.
- Тимохович И. Взаимодействие авиации с сухопутными войсками по опыту фронтовых наступательных операций // Военная мысль. — 1972. — № 9.
- Тимохович И. Некоторые вопросы оперативного искусства ВВС // Военно-исторический журнал. — 1971. — № 11.
- Тимохович И. На главном направлении. Висло-Одерская операция // Красная звезда. — 1980. — 12 янв.
- I. V. Timokhovich «The operational art of the Soviet Air Force in the Great Patriotic War compared with In the skies of war, 1941—1945». Dept. of the Air Force, 1988. ASIN: B00072QP6O. 48 pages.

## Награды
- Орден Трудового Красного Знамени
- Орден Красной Звезды
- Орден Отечественной войны
- Орден «За службу Родине в Вооруженных Силах СССР»